# راویان (خوی)
راویان، روستایی است از توابع بخش قطور و در شهرستان خوی استان آذربایجان غربی ایران.

## جمعیت
این روستا در دهستان زری قرار داشته و بر اساس سرشماری سال ۱۳۸۵ جمعیت آن ۱۳۷۵ نفر (۲۵۱ خانوار)
بوده‌است.